# Giuseppe Balbo (politico)
Giuseppe Balbo (Alba, 15 marzo 1899 – Vicoforte, 12 agosto 1992) è stato un politico italiano.